# 4323 Hortulus
4323 Hortulus eller 1981 QN är en asteroid i huvudbältet som upptäcktes den 27 augusti 1981 av den Schweiziska astronomen Paul Wild vid Observatorium Zimmerwald. Den har fått sitt namn efter det latinska ordet för Liten trädgård.
Asteroiden har en diameter på ungefär 4 kilometer.